# Liste der Baudenkmäler in Jandelsbrunn
Auf dieser Seite sind die Baudenkmäler in der niederbayerischen Gemeinde Jandelsbrunn zusammengestellt. Diese Tabelle ist eine Teilliste der Liste der Baudenkmäler in Bayern. Grundlage ist die Bayerische Denkmalliste, die auf Basis des Bayerischen Denkmalschutzgesetzes vom 1. Oktober 1973 erstmals erstellt wurde und seither durch das Bayerische Landesamt für Denkmalpflege geführt wird. Die folgenden Angaben ersetzen nicht die rechtsverbindliche Auskunft der Denkmalschutzbehörde.

## Baudenkmäler nach Ortsteilen

### Jandelsbrunn
| Lage                          | Objekt           | Beschreibung | Akten-Nr.             | Bild |
| ----------------------------- | ---------------- | --- | --------------------- | ---- |
| Hauptstraße 11 (Standort)     | Bauernhaus       | mit Halbwalm, bezeichnet 1845                                                                                          | D-2-72-129-2 Wikidata | BW   |
| Hauptstraße 17, 18 (Standort) | Brauerei Lang    | stattlicher Bau in Traufstellung mit Walmdach, Tor bezeichnet 1858, Haustür bezeichnet 1802, Haustafel bezeichnet 1810 | D-2-72-129-3 Wikidata | BW   |
| Schmiedgasse 2 (Standort)     | Haus             | mit Halbwalm, bezeichnet 1826                                                                                          | D-2-72-129-4 Wikidata | BW   |
| Wollaberger Straße (Standort) | Heiligenhäuschen | Holzgehäuse mit Figur St. Johann von Nepomuk, 1736                                                                     | D-2-72-129-5 Wikidata | BW   |
| Wollaberger Straße (Standort) | Bildstock        | Steinsäule mit Laterne, bezeichnet 1650                                                                                | D-2-72-129-6          | BW   |

### Aßberg
| Lage                 | Objekt    | Beschreibung                                    | Akten-Nr.             | Bild |
| -------------------- | --------- | ----------------------------------------------- | --------------------- | ---- |
| (Standort)           | Bildstock | Steinsäule mit Laterne, bezeichnet 1650         | D-2-72-129-8 Wikidata | BW   |
| In Aßberg (Standort) | Kapelle   | Ende 19. Jahrhundert; mit Ausstattung; Dorfrand | D-2-72-129-7 Wikidata | BW   |

### Grund
| Lage               | Objekt                                 | Beschreibung | Akten-Nr.              | Bild        |
| ------------------ | -------------------------------------- | --- | ---------------------- | ----------- |
| Grund 4 (Standort) | Feldkapelle                            | drittes Viertel 19. Jahrhundert; östlich des Weilers | D-2-72-129-9 Wikidata  | Feldkapelle |
| Grund 6 (Standort) | Wohnhaus eines ehemaligen Vierseithofs | zweigeschossiger, giebelständiger Massivbau aus Granitsteinmauerwerk mit Satteldach, bezeichnet 1822; Stallgebäude, Traufseitbau mit Satteldach, Erdgeschoss Granitsteinmauerwerk, vorkragendes Obergeschoss verbretterte Holzkonstruktion, erstes Viertel 19. Jahrhundert; Hofmauer, Granitsteinmauerwerk, erstes Viertel 19. Jahrhundert | D-2-72-129-44 Wikidata | BW          |

### Grundmühle
| Lage                     | Objekt      | Beschreibung                                                          | Akten-Nr.              | Bild |
| ------------------------ | ----------- | --------------------------------------------------------------------- | ---------------------- | ---- |
| (Standort)               | Flurdenkmal | Profilierter Pfeiler mit Johann-von-Nepomuk-Figur, bezeichnet 1748    | D-2-72-129-12 Wikidata | BW   |
| Grundmühle 27 (Standort) | Hauskapelle | zweite Hälfte 18. Jahrhundert; mit Ausstattung                        | D-2-72-129-10 Wikidata | BW   |
| Grundmühle 27 (Standort) | Altbau      | Obergeschoss-Blockbau mit Giebelschrot, zweite Hälfte 18. Jahrhundert | D-2-72-129-10 Wikidata | BW   |

### Heindlschlag
| Lage                              | Objekt                                       | Beschreibung                                                                               | Akten-Nr.              | Bild                                         |
| --------------------------------- | -------------------------------------------- | ------------------------------------------------------------------------------------------ | ---------------------- | -------------------------------------------- |
| im westlichen Ortsteil (Standort) | Bildstock                                    | Rundsäule mit Laterne, bezeichnet 1837                                                     | D-2-72-129-15 Wikidata | BW                                           |
| östlich der Kirche (Standort)     | Bildstock                                    | Steinsäule mit Laterne, bezeichnet 1796                                                    | D-2-72-129-14 Wikidata | BW                                           |
| Rannariedler Straße 11 (Standort) | Katholische Filialkirche Mariae Verkündigung | neugotisch, 1908; mit Ausstattung                                                          | D-2-72-129-13 Wikidata | Katholische Filialkirche Mariae Verkündigung |
| Rannariedler Straße 19 (Standort) | Wasser-Verteilungssäule                      | viereckiger abgefaster Granitpfeiler mit drei Gerinnen, nach oben offen, Granit, bez. 1817 | D-2-72-129-46          | BW                                           |

### Hintereben
| Lage                    | Objekt                                               | Beschreibung                                                 | Akten-Nr.              | Bild                                                 |
| ----------------------- | ---------------------------------------------------- | ------------------------------------------------------------ | ---------------------- | ---------------------------------------------------- |
| Kirchplatz 1 (Standort) | Katholische Pfarrkirche St. Maria Hilfe der Christen | erbaut 1899/1900 von Max und Martin Stadler; mit Ausstattung | D-2-72-129-16 Wikidata | Katholische Pfarrkirche St. Maria Hilfe der Christen |

### Hinterwollaberg
| Lage                        | Objekt          | Beschreibung                                    | Akten-Nr.              | Bild |
| --------------------------- | --------------- | ----------------------------------------------- | ---------------------- | ---- |
| In der Ortsmitte (Standort) | Heiligen-Nische | gemauert; mit Ausstattung, Ende 18. Jahrhundert | D-2-72-129-18 Wikidata | BW   |

### Höllmühle
| Lage                                    | Objekt                                                      | Beschreibung                            | Akten-Nr.              | Bild |
| --------------------------------------- | ----------------------------------------------------------- | --------------------------------------- | ---------------------- | ---- |
| zwischen Höllmühle und Ödhof (Standort) | Bildstock                                                   | Steinsäule mit Laterne, bezeichnet 1631 | D-2-72-129-20 Wikidata | BW   |
| Höllmühle 11 (Standort)                 | Zugehöriger zweigeschossiger Traidkasten mit kleinem Schrot | 18. Jahrhundert                         | D-2-72-129-19 Wikidata | BW   |

### Neufang
| Lage                  | Objekt        | Beschreibung    | Akten-Nr.              | Bild |
| --------------------- | ------------- | --------------- | ---------------------- | ---- |
| In Neufang (Standort) | Weilerkapelle | mit Ausstattung | D-2-72-129-23 Wikidata | BW   |

### Poppenreut
| Lage                     | Objekt      | Beschreibung | Akten-Nr.              | Bild |
| ------------------------ | ----------- | --- | ---------------------- | ---- |
| In Poppenreut (Standort) | Kapelle     | mit Turm, 1927; Bildstock mit Laterne, bezeichnet 1826                                                                               | D-2-72-129-25 Wikidata | BW   |
| Poppenreut 2 (Standort)  | Traidkasten | Zugehöriger zweigeschossiger Traidkasten, 17./18. Jahrhundert                                                                        | D-2-72-129-26 Wikidata | BW   |
| Poppenreut 3 (Standort)  | Bauernhaus  | Kniestock und verschindelter Giebel im Blockbau, wohl erstes Drittel 19. Jahrhundert; im Giebel Kreuz mit Arma Christi, Bauernbarock | D-2-72-129-27 Wikidata | BW   |

### Reichling
| Lage                    | Objekt                      | Beschreibung | Akten-Nr.              | Bild |
| ----------------------- | --------------------------- | --- | ---------------------- | ---- |
| Reichling 2 (Standort)  | Eisenkreuz auf Granitsockel | mit Inschrift, 19. Jahrhundert; vom ehemaligen Standort der Ortskapelle                                            | D-2-72-129-48          | BW   |
| Reichling 24 (Standort) | Brunnensäule                | aus Granit, bezeichnet 1903                                                                                        | D-2-72-129-43 Wikidata | BW   |
| In Reichling (Standort) | Historische Ausstattung     | ehemaliges Hauskruzifix, gefasster Korpus, Bauernbarock, frühes 19. Jahrhundert, von Reichling 2 hierher verbracht | D-2-72-129-49          | BW   |

### Rosenberg
| Lage                      | Objekt    | Beschreibung                                       | Akten-Nr.              | Bild |
| ------------------------- | --------- | -------------------------------------------------- | ---------------------- | ---- |
| Nähe Rosenberg (Standort) | Bildstock | Steinsäule mit Laterne, bezeichnet 1821            | D-2-72-129-30 Wikidata | BW   |
| In Rosenberg (Standort)   | Kapelle   | neugotisch, Mitte 19. Jahrhundert; mit Ausstattung | D-2-72-129-29 Wikidata | BW   |

### Vordereben
| Lage                     | Objekt         | Beschreibung                                                             | Akten-Nr.              | Bild |
| ------------------------ | -------------- | ------------------------------------------------------------------------ | ---------------------- | ---- |
| In Vordereben (Standort) | Kapelle        | Holzbau mit Glockenständer und Ausstattung, erste Hälfte 19. Jahrhundert | D-2-72-129-31 Wikidata | BW   |
| Vordereben 5 (Standort)  | Einzelhof Waid | Hauptgebäude mit Mansard-Halbwalm, bezeichnet 1816                       | D-2-72-129-32 Wikidata | BW   |

### Wollaberg
| Lage                                               | Objekt                              | Beschreibung | Akten-Nr.              | Bild                                |
| -------------------------------------------------- | ----------------------------------- | --- | ---------------------- | ----------------------------------- |
| Bergstraße 4 (Standort)                            | Ehemaliger Pfarrhof                 | Wohnhaus, Massivbau mit Halbwalmdach, 1759 erbaut; innen einst neugotische Hauskapelle, jetzt als Zimmer in die Wohnung integriert; mit Ausstattung; Giebelfigur einst St. Joseph, 19. Jahrhundert, jetzt Muttergottes; Stadel mit Halbwalmdach, bezeichnet 1825. 1984 umfassend renoviert und zum Teil erneuert; zum Beispiel alte neugotische Hauskapelle ins Erdgeschoss verlegt und vergrößert.                                                                                   | D-2-72-129-33 Wikidata | Ehemaliger Pfarrhof                 |
| Bergstraße 17 (Standort)                           | Gasthaus                            | eingeschossiger Hausteinbau mit Mansardwalmdach, bezeichnet 1829 | D-2-72-129-34 Wikidata | BW                                  |
| Bergstraße 19 (Standort)                           | Katholische Pfarrkirche St. Ägidius | Dreischiffiger Steinbau mit Quaderverkleidung, 1844 nach Plan von Leonhard Schmidtner über einem Vorgängerbau errichtet (heutiges Presbyterium vorher hinterer Teil des alten Langhauses); mit Ausstattung; 1972 innen umgestaltet und großteils neugotische Einrichtung entfernt, 1999 bis 2002 umfassende Außen- und Innenrenovierung, mit teilweise Rekonstruktion der alten Malerei; Turm in Bruchsteinmauerwerk, Obergeschoss 1771 nach einem Sturmschaden erneuert.             | D-2-72-129-36 Wikidata | weitere Bilder                      |
| Bergstraße; Firmianstraße (Standort)               | Bildstock                           | Pestsäule, toskanische Säule mit Laterne und Kugelaufsatz mit Kreuz, errichtet 1650 von Sigmund Ferdinand Graf von Salburg, über einem Massengrab. Renoviert 1827 und um 1990; in der Ortsmitte an Kreuzung Bergstraße/Firmianstraße | D-2-72-129-41 Wikidata | BW                                  |
| Hinterwollaberg 15 (Standort)                      | Berndl-Kapelle                      | Ehemalige Wallfahrt „In der Wies“, 1755 errichtet. Die Innenausstattung des Barockbaues kam in den 1970er-Jahren abhanden; am Nordhang des Kirchberges, südwestlich der Pfarrkirche Wollaberg. Ende der 1990er Jahre aufwendig restauriert. | D-2-72-129-39 Wikidata | Berndl-Kapelle                      |
| Nähe Bergstraße, südwestlich der Kirche (Standort) | Kriegerdenkmal                      | umfriedete Anlage, Granitsockel mit Steinplastik, 1920 | D-2-72-129-38 Wikidata | BW                                  |
| Nähe Wollaberg (Standort)                          | Wegkapelle                          | mit Ausstattung, 1908; am Beginn des Kreuzweges, der den Osthang des Kirchberges hinaufführt | D-2-72-129-40 Wikidata | BW                                  |
| Schlossweg 1 (Standort)                            | Ehemaliges Gasthaus zum Schlosswirt | Eingeschossiger Massivbau mit Halbwalmdach, Bauzeit unbekannt, bis 1765 Eigentum der Herrschaft Rannariedl und als Nebenschloss genutzt, 1765 von Fürstbischof Leopold Ernst von Firmian von der Herrschaft Rannariedl käuflich erworben und als Jagdschloss verwendet. Durch die Säkularisation 1806 vom Königreich Bayern konfisziert und später versteigert. Seitdem hauptsächlich als Wohnhaus, daneben als landwirtschaftliches Anwesen, Bäckerei bis zu einem Gasthaus genutzt. | D-2-72-129-37 Wikidata | Ehemaliges Gasthaus zum Schlosswirt |

## Ehemalige Baudenkmäler
In diesem Abschnitt sind Objekte aufgeführt, die früher einmal in der Denkmalliste eingetragen waren, jetzt aber nicht mehr. Objekte, die in anderem Zusammenhang also z. B. als Teil eines Baudenkmals weiter eingetragen sind, sollen hier nicht aufgeführt werden. Aktennummern in diesem Abschnitt sind ehemalige, jetzt nicht mehr gültige Aktennummern.

| Lage                                          | Objekt                     | Beschreibung                                                                            | Akten-Nr.              | Bild |
| --------------------------------------------- | -------------------------- | --------------------------------------------------------------------------------------- | ---------------------- | ---- |
| Hinterwollaberg Hinterwollaberg 21 (Standort) | Ehemaliges Kleinbauernhaus | eineinhalbgeschossiger Blockbau, Ende 17. und erste Hälfte 19. Jahrhundert, Dach später | D-2-72-129-17 Wikidata | BW   |
| Kaltwasser Nähe Kaltwasser (Standort)         | Waldkapelle                | Holzbau, zweite Hälfte 19. Jahrhundert; mit Ausstattung; im südwestlichen Siedlungsteil | D-2-72-129-22 Wikidata | BW   |
| Neuweid im Feld gelegen (Standort)            | Holzkapelle                | wohl erstes Drittel 19. Jahrhundert                                                     | D-2-72-129-24 Wikidata | BW   |
| Wollaberg Bergstraße 18 (Standort)            | Türgerüst                  | des ehemaligen Schulhauses, bezeichnet 1823                                             | D-2-72-129-35 Wikidata | BW   |

## Abgegangene Baudenkmäler
In diesem Abschnitt sind Objekte aufgeführt, die früher einmal in der Denkmalliste eingetragen waren, jetzt aber nicht mehr existieren, z. B. weil sie abgebrochen wurden. Aktennummern in diesem Abschnitt sind ehemalige, jetzt nicht mehr gültige Aktennummern.

| Lage                                | Objekt                                              | Beschreibung                                                                                         | Akten-Nr.             | Bild                                                |
| ----------------------------------- | --------------------------------------------------- | --- | --------------------- | --------------------------------------------------- |
| Jandelsbrunn Hauptstraße (Standort) | Ehemalige katholische Filialkirche Mariä Empfängnis | 1897 als Schulkapelle von Josef Lang, Brauereibesitzer, errichtet, 1966 abgebrochen; heute Parkplatz | D-2-72-129-1 Wikidata | Ehemalige katholische Filialkirche Mariä Empfängnis |